# واپر
واپر (به انگلیسی: Whopper) نوعی ساندویچ همبرگر است که محصول رستوران‌های زنجیره‌ای بین‌المللی برگر کینگ و رستوران استرالیایی هانگری جکز است. این غذا در سال ۱۹۵۷، تحت اندازه، نان و فرمول‌های مختلف عرضه شد. این برگر یکی از بهترین محصولات فست‌فود به شمار می‌آید.
واپر در کشورهای مختلف با توجه به آداب و رسوم و سلیقهٔ مردم یک کشور تحت انواع مختلف فروخته می‌شود. برگر کینگ گاهی اوقات این محصول را در زمانی محدود با ابعادی بزرگ‌تر عرضه می‌کند.

## توضیحات دربارهٔ محصول
واپر شامل گوشت گاو گریل شده به میزان یک چهارم پوند (۱۱۳/۴ گرم)، نان کماج کنجدی، سس مایونز، کاهو، گوجه فرنگی، خیارشور، کچاپ و برشی از پیاز است. مواد اختیاری آن پنیر پرورده، بیکن، خردل، گوآکومله یا جاپالنیو و فلفل که بنا به درخواست اضافه می‌شوند. چاشنی‌هایی قانونی و بین‌المللی این محصول شامل سس تنوری، سس سالسا و گوآکومله‌است. برگر کینگ خود چاشنی‌هایی اضافه می‌کند که بابت هرکدام آن‌ّها پول می‌گیرد که شامل سس تارتار، خردل، سس استیک و سس تند می‌شود. این محصول با یک، دو یا سه قطعه گوشت ولی در اندازهٔ کوچکتر به فروش می‌رسد که واپر جی. آر. نام دارد و نوعی از این برگر هم وجود دارد که بدون گوشت است که تحت عنوان وجی واپر (به انگلیسی: Veggie Whopper) عرضه می‌شود.

### انواع معروف

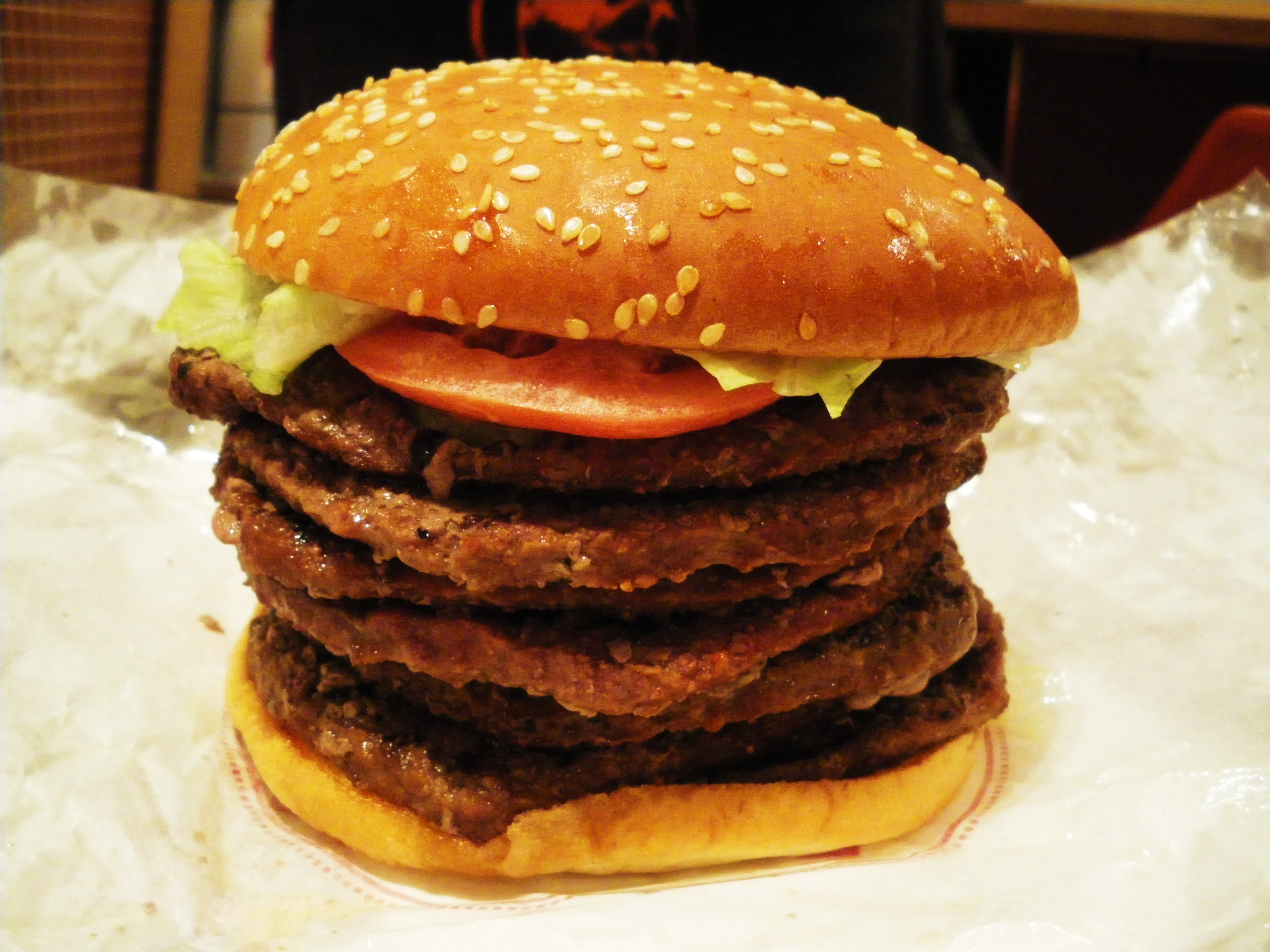
واپر ویندوز ۷

واپر ویندوز ۷ در ژاپن برای استفادهٔ بیشتر مردم از سیستم عامل ویندوز ۷ مایکروسافت فروخته می‌شد. این همبرگر شامل ۷ قطعه گوشت همبرگری به همراه مخلفات و ارتفاعش ۱۳ سانتی‌متر (۵ اینچ) بود. از اول قرار بر این بود که از ۲۲ اکتبر ۲۰۰۹، این همبرگر به مدت هفت روز عرضه شود. اما به دلیل اینکه آن‌ها موفق به فروش ۶٬۰۰۰ همبرگر در طی چهار روز اول شده‌بودند؛ برگر کینگ مدت عرضه این همبرگر را تا ۱۶ روز تمدید کرد و سرانجام مهلت فروشش در ۶ نوامبر به پایان رسید.
پیتزا برگر نوعی واپر است که منحصراً در بار بی‌کی واپر، میدان تایمز، نیویورک در سپتامبر ۲۰۱۰ به فروش می‌رسید. این برگر ترکیبی از ۴ واپر بزرگ به همراه نان کماج کنجدی است که ارتفاعش به ۹/۵ اینچ می‌رسد. پیتزا برگر به شش قسمت تقسیم می‌شود و روی آن پپرونی، موتزارلا، پستوی توسکان یا سس ماریانا می‌ریزند. این برگر دارای ۲۵۲۰ کالری انرژی است که میزان آن بیش از حد توصیه شده به افراد برای یک روزشان است. هم‌چنین این نوع واپر دارای ۱۴۴ گرم چربی است که ۵۹ گرم آن اشباع شده‌است. میانگین سدیم موجود در پیتزا برگر نیز ۳٬۷۸۰ میلی‌گرم است که بیش از دو برابر حد مجاز نیاز افراد بزرگسال به سدیم در روز است. البته طبق گفته معاون مدیرعامل برگر کینگ، جان شافلبرگر، این غذا برای سیر کردن تنها یک نفر نیست.

### انواعی که دیگر عرضه نمی‌شود
- واپر مرغ (به انگلیسی: The Chicken Whopper) (سس مایونز، کاهو و گوجه فرنگی به همراه فیلهٔ مرغ گریل شده)
- واپر مرغ جی. آر. (به انگلیسی: The Chicken Whopper, Jr) (فیله مرغ کوچک‌تر، نان کماج و مقدار کم‌تری از چاشنی‌های غذا)
- چیز برگر کوآرتر پوند (به انگلیسی: The Quarter pound cheeseburger) - نمونه‌ای شبیه کوآرتر پوندر با کچاپ، پیاز، خیار ترش و سس خردل.

واپر مرغ هنوز در بخش‌هایی از اروپا و در خاورمیانه وجود دارد و در آمریکا، ترکیه، نیوزیلند، پرتغال، ایتالیا و اسپانیا جایگزین تندر گریل، ساندویچ مرغ، شده‌است.